# اچ‌ام‌اس استور (۱۹۰۵)
اچ‌ام‌اس استور (۱۹۰۵) (به انگلیسی: HMS Stour (1905)) یک کشتی بود. این کشتی در سال ۱۹۰۵ ساخته شد.